# Sourami
 (janvier 2025).
 (janvier 2016).
Si vous disposez d'ouvrages ou d'articles de référence ou si vous connaissez des sites web de qualité traitant du thème abordé ici, merci de compléter l'article en donnant les références utiles à sa vérifiabilité et en les liant à la section « Notes et références ».
Sourami (en géorgien : სურამი) est une ville située dans la région de Kartlie intérieure, en Géorgie. C'est une station climatique de montagnes populaire. Elle possède une forteresse médiévale.

## Histoire
Les premières implantations à Sourami datent de l'âge du bronze. C'est probablement la ville de Colchide orientale Surium mentionnée par Pline l'Ancien.
La ville est placée dans un endroit stratégique, à l'entrée des gorges de Bordjomi et garde la route qui partait de l'est jusqu'à l'ouest de la Géorgie. Sourami devint une ville fortifiée au XIIe siècle. De 1170 jusqu'au XIVe siècle, la forteresse de Sourami est un fief héréditaire de la dynastie des Eristavs (Ducs) de Kartlie qui prennent le nom de Sourameli (en géorgien : სურამელი)
Par la suite, l'importance de Sourami baisse mais a conservé son poste de négociation ainsi la forteresse fut reconstruite pendant les XVIe et XVIIe siècles. Au milieu du XVIIIe siècle, selon le prince Vakhoucht, il y avait à Sourami 200 ménages de Géorgiens, de Juifs et d'Arméniens. Dans les années 1740, le prince Givi Amilakhvi l'a choisi comme base contre le roi Teimouraz II et les Perses. En 1745, le prince se rend aux ennemis, et la forteresse fut détruite, mais après les troupes russo-géorgiennes la reconstruisent pour s'en servir pendant la guerre russo-turque de 1768-1774. Après le rattachement de la Géorgie à l'Empire russe, Sourami est devenue une base militaire et se popularise pour son climat de montagne. En 1926, elle prend le statut de ville (daba).

## Monuments
Sourami est adjacent au parc national de Bordjomi-Kharagaouli, connu pour ses paysages variés et l'abondance de monuments historiques. La ville elle-même abrite l'église de la Mère de Dieu du XVIe au XVIIe siècle, l'église du XVIIe au XIXe siècle Saint-Georges et l'église Kviratskhoveli construite en 1998.
La date exacte de construction de la forteresse Sourami reste obscure. Ses premières structures datent éventuellement du XVIIe siècle, mais elle a été reconstruite plusieurs fois depuis. Une légende locale associée à la forteresse a été amenée dans la littérature géorgienne classique par l'écrivain Daniel Chonkadze (1830-1860) et, de façon plus célèbre, par le cinéaste arménien Sergueï Paradjanov dans son long métrage primé La Légende de la forteresse de Souram (The Legend of Souram Forteresse) en 1985.
Le musée de Lesya Ukrainka est dédié à la mémoire de la remarquable Ukrainienne Lesya Ukrainka, une femme poète (1873-1913), qui a passé ses derniers mois dans Sourami. Le musée se compose de la maison où la poétesse est morte, une bibliothèque et le monument de Ukrainka rédigé par la sculptrice géorgienne Tamar Abakelia (1952).
La synagogue de Sourami construite en 1915 pour la petite communauté juive locale.

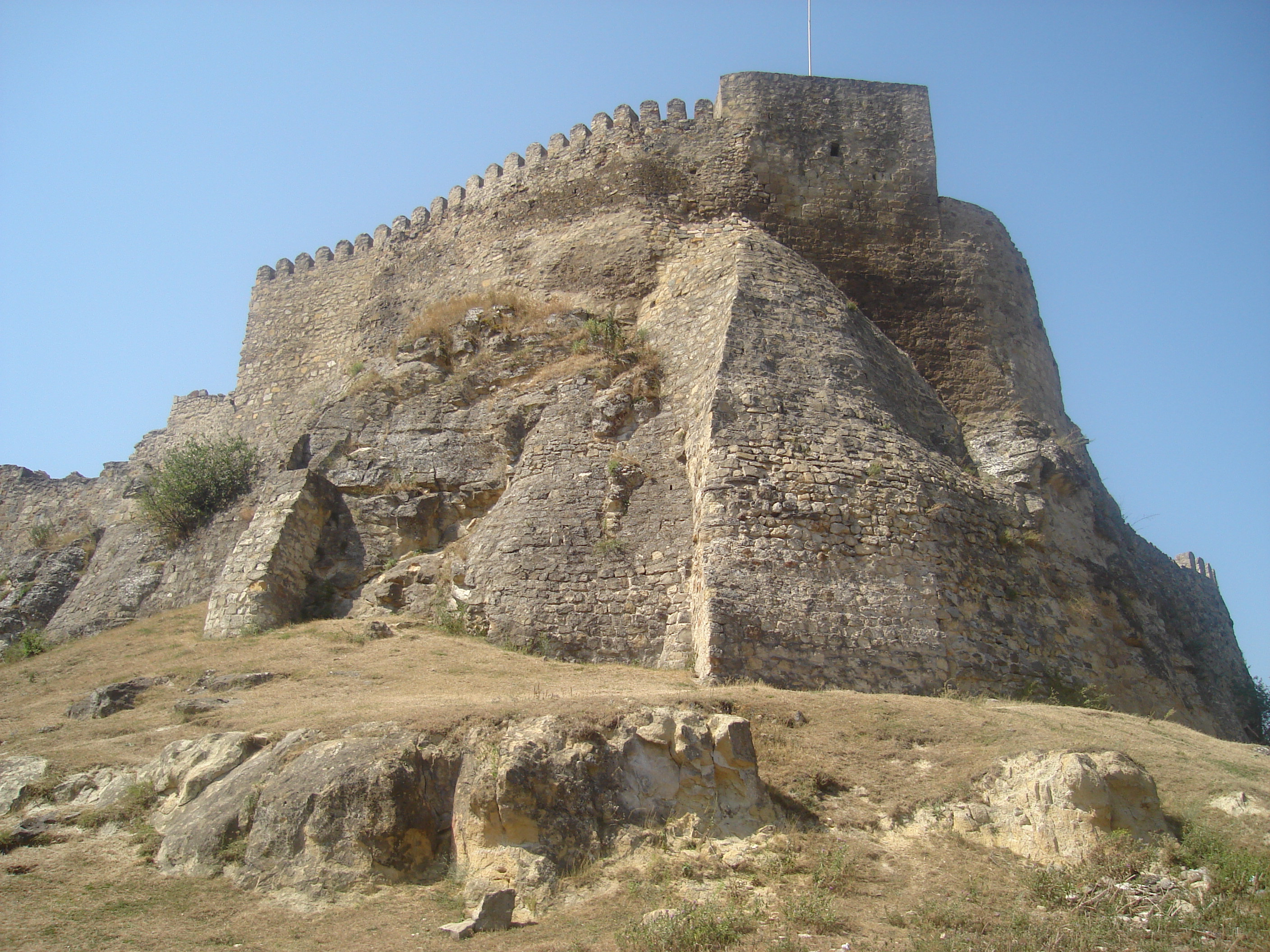
Forteresse de Sourami.